# 응답하라 1997의 화수별 삽입곡
다음은 《응답하라 1997》의 화수별 삽입곡 목록이다.

## 화수별 삽입곡

### 1화
- 맨발의 청춘 - 벅
- 날아라 병아리 - N.EX.T
- 기사도 - 젝스키스
- Butterfly - Smile
- 고백 - 델리스파이스
- 말해줘 - 지누션
- We Are The Future - H.O.T
- 전사의 후예 (폭력시대) - H.O.T
- Forever - 안재욱
- 슬픈 우리 젊은 날 - 우노
- 사나이 가는 길 (부제: 폼생폼사) - 젝스키스
- 애송이의 사랑 - 양파
- 슬프도록 아름다운 - K2

### 2화
- 사나이 가는 길 - 젝스키스
- 애송이의 사랑 - 양파
- 암연 - 고한우
- 못난이 콤플렉스 - 영턱스클럽
- 자유롭게 날 수 있도록 - H.O.T
- 기다려 늑대! - 줄리엣

### 3화
- We Are The Future - H.O.T
- 전사의 후예 (폭력시대) - H.O.T
- 아이야! - H.O.T
- 슬프도록 아름다운 - K2
- A Lover`s Concerto (접속 OST) - 미상

### 4화
- 화려하지 않은 고백 - 이승환
- I Miss You - 서지원
- 아이야! - H.O.T
- 사랑하는 너에게 - 젝스키스
- We Are The Future - H.O.T

### 5화
- 널사랑해 2006 (sweet bossa ver.) - 김정은
- Ode To My Family - Cranberries
- 전사의 후예 (폭력시대) - H.O.T
- We Are The Future - H.O.T
- 사나이 가는 길 - 젝스키스

### 6화
- 너와 나 - H.O.T
- 사랑하는 사람에게 - 유영진
- 왕자와 병사들 - 모자이크
- Go! H.O.T! - H.O.T
- 늑대와 양 - H.O.T

### 7화
- 넌 언제나 - 모노
- 루비 - 핑클
- 세상엔 없는 사람 - 아담
- 내 남자 친구에게 - 핑클
- Try To Remember - 브라더스 포
- 그녀를 잡아요 (Feat. 서동욱, 김진표) - 카니발
- 눈물 - 리아
- 세상은 나에게 - 김원준

### 8화
- 왜 하늘은... - 이지훈
- 커플 - 젝스키스
- Oh. My Love - S.E.S
- 진이 - 하이디
- 말해줘 - 지누션
- 뿌요뿌요 - 유피
- 바다 - 유피
- 눈물 - 리아

### 9화
- 밀고 당겨줘 - 서인국
- 머리하는 날 - 베이비복스
- 열맞춰! - H.O.T
- 좋은 사람 - 토이
- The Way We Were - Barbra Streisand
- 내 남자 친구에게 - 핑클
- 커플 - 젝스키스
- 그럴 때마다 - 토이
- 초대 - 엄정화
- 누구보다 널 사랑해 - 비쥬
- 바램 - 토이
- 좋은 사람 - 토이
- I.O.U. - Carry & Ron
- 회상 - 터보
- Blue Rain - 핑클

### 10화
- 말해줘 - 지누션
- 가위 - 유승준
- 나를 돌아봐 - 듀스
- 너를 품에 안으면 - 컬트
- Holiday - Bee Gees
- 행복 - H.O.T.
- 그녀와의 이별 - 김현정
- 사랑을 위하여 - 김종환
- 슬픈 우리 젊은 날 - 우노
- BUBIBU - 에이핑크
- 취중진담 - 김동률
- To Heaven (천국으로 보낸 편지) - 조성모

### 11화
- 가족 - 이승환
- Please - 이기찬
- All Version Part Ⅱ - 우노
- 배반의 장미 - 엄정화
- 별땅 - 척
- 사랑이 떠나가네 - 김건모
- 프로포즈 - 홍지호
- 고백 - 델리스파이스
- 금지된 사랑 - 김경호
- To Heaven (천국으로 보낸 편지) - 조성모
- BIBIBU - 에이핑크
- 나랑 사귈래? - 틴탑

### 12화
- Dreams Come True - S.E.S
- 루비(淚悲):슬픈 눈물 - 핑클
- 행복한 나를 - 에코
- 애원(愛遠) - 박상민
- 무모한 사랑 - 젝스키스
- 천생연분 - 솔리드
- Bus 안에서 - ZaZa
- Memories - 사준
- 이젠 안녕 - 015B
- 어디선가 나의 노랠 듣고 있을 너에게 - 015B
- Without You - 원타임
- You Gotta Be - Des`ree
- 피노키오 - 다시 만난 너에게

### 13화
- 사랑하는 너에게 - 젝스키스
- 인형의 꿈 - 일기예보
- 다시 사랑한다 말할까 - 김동률
- 잠시만 안녕 (Pop Ver.) - 엠씨 더 맥스
- 뭐를 잘못한거니！- 에스더
- 사랑과 우정사이 - 피노키오
- 애송이 - 렉시
- 벌써 일년 - 브라운 아이즈
- 다시 만난 날 - 휘성
- 다시 만난 너에게 - 피노키오
- Change - 조장혁

### 14화
- 사랑은 가슴이 시킨다 - 버즈
- All For You - 서인국
- 혼자 있는 시간 - 토이
- More Than Words - Extreme
- 고백 - 델리스파이스
- 그댄 행복에 살텐데 - 리즈

### 15화
- The Scientist - Coldplay
- 사랑했잖아 - 린(lyn)
- 그댄 행복에 살텐데 - 리즈
- 사랑의 밧줄 - 김용임
- 기분 좋은 상상 - 여행스케치
- 또 한번 사랑은 가고 - 이기찬
- 어떤가요? - 이정봉
- 이미 슬픈 사랑 - 야다
- All For You - 서인국
- 우리 사랑 이대로 - 정은지
- 널 위한거야 - miS=mR
- 걸어서 하늘까지 - 장현철
- 사랑할수록 - 부활

### 16화
- 걸어서 하늘까지 - 장현철
- 시작되는 연인들을 위해 - 이원진
- All For You - 서인국
- 우리 사랑 이대로 - 정은지
- 결혼해줘 - 임창정
- 그대 떠나는 날 비가 오는가 - 산울림
- 아름다운 이별 - 김건모
- HUG - 동방신기
- 기적 - 김동률
- 고백 - 델리스파이스
- 수필과 자동차 - 015B
- Beautiful Girl - 토니 안
- Timeless - 장리인

## 같이 보기
- 응답하라 1997